# Secondhand Serenade
Secondhand Serenade — проект американского музыканта чешского происхождения Джона Везели. Везели записал три студийных альбома: Awake (2007), A Twist in My Story (2008) и Hear Me Now (2010).

## История
Джон Везели начал свою карьеру с выступлений в группе Sounds Like Life. При поддержке отца, профессионального джаз-музыканта в Чехии, начал заниматься музыкой в 12 лет, 8 лет играл на бас-инструментах в различных местных группах.

## Secondhand Serenade
Прежде чем Джон собрал группу в 2004 году, он начал самостоятельно писать музыку, нашёл деньги и отправился в студию записывать свой дебютный альбом под названием Awake, который вышел в 2007 году. Альбом стал началом его карьеры, он выбрал себе оригинальное имя Secondhand Serenade, чтобы не быть похожим на обычного музыканта.
В 2006 году подписал контракт с Glassnote Records. Второй альбом A Twist in My Story вышел 19 февраля 2008 года. Первый сингл «Fall for You» появился в продаже 21 января 2008 года. 28 января состоялась премьера клипа «Fall for You».
3 августа 2010 состоялся релиз третьего студийного альбома Hear Me Now. 3 мая 2011 выпустил EP под названием Weightless.

## Состав

### Текущий концертный состав
- John Vesely — вокал, гитара, фортепиано
- John Harvey — гитара, бэк-вокал
- Alex Sier — барабаны
- Lucas Vesely — бас-гитара
- Tom Breyfogle — клавишные, бэк-вокал

### Бывшие участники
- Ryan Cook — гитара, бэк-вокал
- Steve Shebby — бас-гитара

## Дискография

### Студийные альбомы
| 2007                                           | Awake - Дата релиза: January 31, 2007 - Лейбл: Glassnote Records                | 164 | 3 | 19 | —  |
| 2008                                           | A Twist in My Story - Дата релиза: February 19, 2008 - Лейбл: Glassnote Records | 44  | — | 6  | 11 |
| 2010                                           | Hear Me Now - Дата релиза: August 3, 2010 - Лейбл: Glassnote Records            | 42  | — | 7  | 14 |
| "—" отмечены релизы, не участвовавшие в чартах |                                                                                 |     |   |    |    |

### Синглы
| Год  | Сингл                                                       | Альбом              |
| ---- | ----------------------------------------------------------- | ------------------- |
| 2007 | «Vulnerable»                                                | Awake               |
| 2008 | «Fall for You»                                              | A Twist In My Story |
| 2008 | «Your Call (Radio Version)»                                 | A Twist In My Story |
| 2009 | «Last Time»                                                 | A Twist In My Story |
| 2009 | «Maybe»                                                     | A Twist In My Story |
| 2010 | «Something More»                                            | Hear Me Now         |
| 2010 | «You & I» (feat Cady Groves)                                | Hear Me Now         |
| 2010 | «Hear Me Now» (feat Juliet Simms from Automatic Loveletter) | Hear Me Now         |